# Diadocidia similis
Diadocidia similis är en tvåvingeart som beskrevs av Jaschhof 2007. Diadocidia similis ingår i släktet Diadocidia och familjen slemrörsmyggor.
Artens utbredningsområde är Costa Rica. Inga underarter finns listade i Catalogue of Life.